# Olimp (singel)
Olimp – singel polskiego rapera ReTo. Singel został wydany 30 czerwca 2022.
Nagranie otrzymało w Polsce status złotego singla, przekraczając liczbę 25 tysięcy sprzedanych kopii.

## Geneza utworu i historia wydania
Utwór napisali i skomponowali Igor Bugajczyk i Łukasz Wróblewski, który również odpowiada za produkcję utworu.
Singel ukazał się w formacie digital download 30 czerwca 2022 w Polsce za pośrednictwem wytwórni płytowej Spacerange w dystrybucji e-Muzyka.

## Teledysk
Do utworu powstał teledysk w reżyserii H D S C V M, który udostępniono w dniu premiery singla za pośrednictwem serwisu YouTube.

## Lista utworów
- Digital download[2]

1. „Olimp” – 2:22

## Certyfikaty
| Kraj          | Certyfikat  | Sprzedaż |
| ------------- | ----------- | -------- |
| Polska (ZPAV) | złota płyta | 25 000+  |